# Съсловие
Съсловията са в основата на социалния ред на йерархичното общество през Средните векове в християнска Европа. С развитието на феодализма през Средновековието, разделянето става все по-строго, а социалната мобилност между класите намалява. Френската революция дава силен тласък за отменяне на класовото разделение, а през 19 век, това разделение е отменено в повечето европейски страни.
Членовете на съсловията се различават от останалата част от населението по своя правен статут. За разлика от класите, съсловията имат обичаен произход, т.е. те са се формирали и обособили исторически в продължителен период от време.

## Средновековие
Съсловното разделение е характерна черта на средновековна Европа, и обикновено включва:
1. духовенството
2. аристокрацията
3. селяни и буржоа

По време на стария ред във Франция с напредването на Просвещението последното съсловие става популярно като Третото съсловие и включва или обединява всички останали извън благородниците и духовенството. По това време обаче се наблюдава значително разслояване, като в третото съсловие се обособява буржоазията, т.е. забогатели търговци (лихвари), индустриални и занаятчийски работници, закрепостени селяни и държавна администрация.
На европейските съсловия в индийското и китайско общества отговарят кастите.

## Съсловия в Древна Гърция
В книга VIII, „държавата“, Платон предава за три класа древни гърци:
1. владетели, философи;
2. войни-стражи;
3. демиург, т.е. трудовият човек.

## Съсловия в Древен Рим
- Нобилитет
- Патриции
  - Сенатори
  - Конници
- Плебс

Римският пример е следван и през средновековието, като мястото на нобилите е заето от духовенството. В Англия третото съсловие формира т.нар. общинници (на английски: commoners) включващи и нисшето духовенство. Първите две са аристокрацията (на английски: lord temporal) и висшето духовенство (на английски: lord spiritual).

## Съсловия в Средновековна България
Съсловията в българските земи са били царските властели, божиите служители (духовенството) и простолюдието. Духовенството се числяло към „горното“ съсловие и заедно с аристокрацията участвало в управлението на обществото. В дъното на йерархията стояли селяните и занаятчиите, които произвеждали благата, но били лишени от всякакви права в управлението.
Средновековното общество било разделено на 3 основни съсловия:
1. Хора на меча – аристократи и войни
2. Хора на църквата – духовници (епископи, прелати и абати)
3. Хора на труда – селяни и занаятчии

Преминаването от едно съсловие в друго било рядкост, защото всеки в това строго подредено общество знаел своето място и задължения и малко хора се осмелявали да нарушат „свещения“ ред и правила за поведение.

## Съсловия в Русия
В Русия има разлика в съсловната структура на обществото по времето на Руското царство и Руската империя.
Първоначално са обособени две главни функционално – на тегобниците, т.е. на онези „обременени“ с фиска и на дължащите служба на властта в лицето на царя (ангария).
Привилегировани съсловия са традиционната аристокрация – болярите (виж Болярска дума), нисшата аристокрация наричана дворянство, а римското съсловие на конниците е заменено от стрелците.
Извън данъкоплатците, т.е. в съсловията дължащи служба са крепостните селяни по силата на крепостното право и посадските люди, особено съсловие дължащо многобройни повинности.
В Руското царство и империя е имало до 1861 г. и едно нисше съсловие на холопите.
В руското общество през втората половина на XVIII век е имало следното съсловно деление:
- Дворянство, което се е поделяло на потомствено и по лични заслуги;
- Духовенство;
- Почетни граждани;
- Купечество (търговците отговарящи на френската буржоазия);
- Мещанство (еснафите);
- Казачество;
- Селяни, които са се поделяли на лично свободни единодворци и държавни селяни, а също и на зависими от феодала отделени селяни (отроци) и напълно крепостни селяни.

Руският православен клир традиционно се е поделял на бял (енориашки) и черен (монашески).
Търговците в края на XVIII век са разделени на три гилдии, в зависимост от размера на капитала.
Тези, които не са принадлежали към никое съсловие, са били известни като разночинници, т.е. обикновени хора.
Руските селяни в зависимост от това на чия земя живеят са се поделяли на такива, които обитават и обработват
1. държавни земи;
2. земи на помешници;
3. земи на императорското семейство;
4. земя, придадена към предприятие или стопанство (отделени селяни).